# Aleksandrów Kujawski
Aleksandrów Kujawski é um município da Polônia, na voivodia da Cujávia-Pomerânia e no condado de Aleksandrów. Estende-se por uma área de 7,23 km², com 12 220 habitantes, segundo os censos de 2019, com uma densidade de 1690 hab/km².